# مارکو پسیئیل
مارکو پسیئیل (انگلیسی: Marco Pasiciel؛ زادهٔ ۲۶ ژوئیهٔ ۱۹۸۹) بازیکن فوتبال اهل آلمان است.